# (1244) Deira
(1244) Deira – planetoida z grupy pasa głównego asteroid okrążająca Słońce w ciągu 3 lat i 215 dni w średniej odległości 2,3 au. Została odkryta 25 maja 1932 roku w Union Observatory w Johannesburgu przez Cyrila Jacksona. Nazwa planetoidy pochodzi od starożytnej nazwy miasta Ossett, miejsca urodzenia odkrywcy. Przed nadaniem nazwy planetoida nosiła oznaczenie tymczasowe (1244) 1932 KE.